# Regularis Concordia

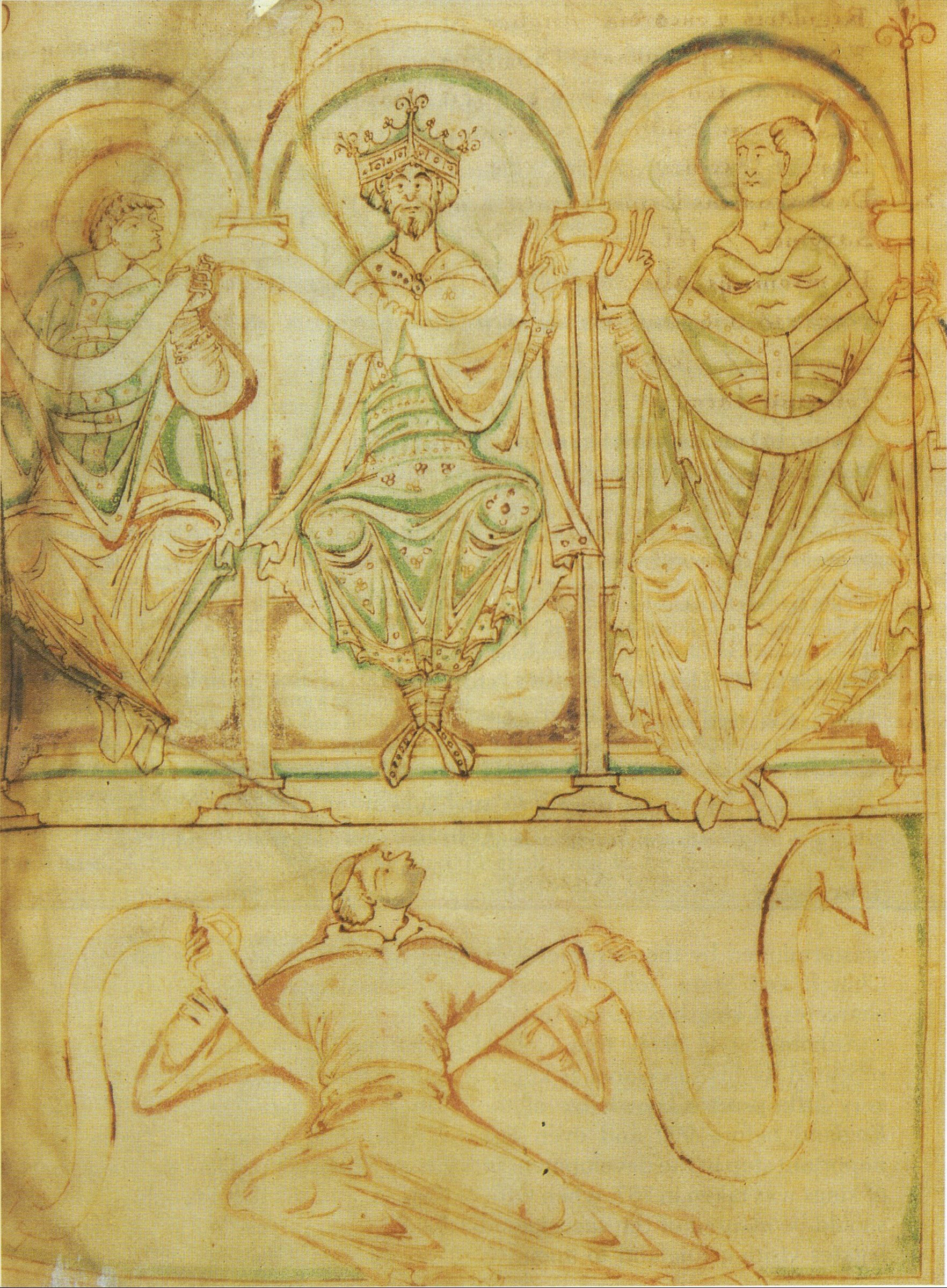
El rey Edgar sentado entre san Æthelwold y san Dunstán. De un manuscrito del del Regularis Concordia (British Library, Cotton, Tiberius A III, f2v).

La Regularis Concordia fue el documento más importante de la Reforma benedictina inglesa, sancionada por el Consejo de Winchester alrededor de 973.[2]
El documento fue compilado por Æthelwold, quien fue ayudado por los monjes de Fleury y Gante. Se convocó un consejo sinodal para construir una regla de vida común para ser observada por todos los monasterios. El documento sirvió como una regla de cómo se debía realizar la vida monástica e incluía rituales monásticos como el procedimiento para la elección de obispos que difería de la práctica continental, y que llevó a un episcopado predominantemente monástico.

## Contenido
Uno de los temas más grandes que se encuentra en el manuscrito es el Forward to the Harmony of the Rule, que se aplicaba a los monjes y monjas de toda la nación que fue gobernada por el rey Edgar. Esta sección del documento proclamaba que cada casa religiosa del reino debía seguir las reglas prescritas en el resto del manuscrito. Esto incluía cómo debía realizarse el "oficio" monástico; el "oficio" incluía vigilias, laudes y oraciones y es una práctica que se estableció en el siglo V. Las prescripciones para el "oficio" monástico son específicas; por ejemplo, incluye el canto litúrgico específico que se debe realizar durante las horas de trabajo obligatorio que se exigían a los monjes. La parte del manuscrito dedicada a los ritos de la Semana Santa y la Pascua son los más detallados. Aquí es donde se introdujo la introducción del quem quaeritis, y está acreditado como la introducción del ritual teatral. El Regularis también creó el patrón y el orden específico en que las campanas debían sonar para las misas y los días festivos.

## Contexto histórico
Antes de la creación de la Regularis Concordia, había un aire de desorden y mala conducta alrededor de la iglesia y sus monasterios. Figuras autoritarias abusaron de su poder y se alejaron más de la naturaleza espiritual que se exigía a todos los católicos[6]. La iglesia dio un paso hacia la estabilidad al unirse con la monarquía, particularmente bajo el rey Edgar a principios del siglo X. Bajo el rey Edgar Inglaterra experimentó un corto período de paz, así como un resurgimiento del monacato. Æthelwold de Winchester mejoró y expandió la Regla de San Benito y escribió la Regularis Concordia como resultado de la regla de Edgar.

## La reforma monástica en elsigloX
La urgencia de la reforma monástica fue puesta en marcha por la Regla de San Benito que se hizo popular a mediados del siglo X. De acuerdo a sus proponentes, el rey Edgar, Æthelwold de Winchester, Dunstán y Osvaldo de Worcester, el monacato había muerto en el siglo IX y la Regla de San Benito era la clave para la revitalización. Elevaron este texto como la forma ideal de la cultura monástica y el modo de vida uniforme.

### Æthelwold of Winchester
Æthelwold de Winchester es conocido como el principal contribuyente al manuscrito original de la Regularis Concordia, que se convirtió en un documento oficial de la reforma monástica del siglo X en la Inglaterra anglosajona. Æthelwold fue también el único traductor de la Regla de San Benito, que fue incluida en la Regularis Concordia. Fue un líder apropiado por la pasión necesaria para dirigir la Reforma benedictina inglesa. Tenía la reputación de ser «tan terrible como un león» para los rebeldes y de luchar celosamente contra la corrupción en la iglesia. Æthelwold reformó con éxito el monacato de Francia en el sur de Inglaterra.

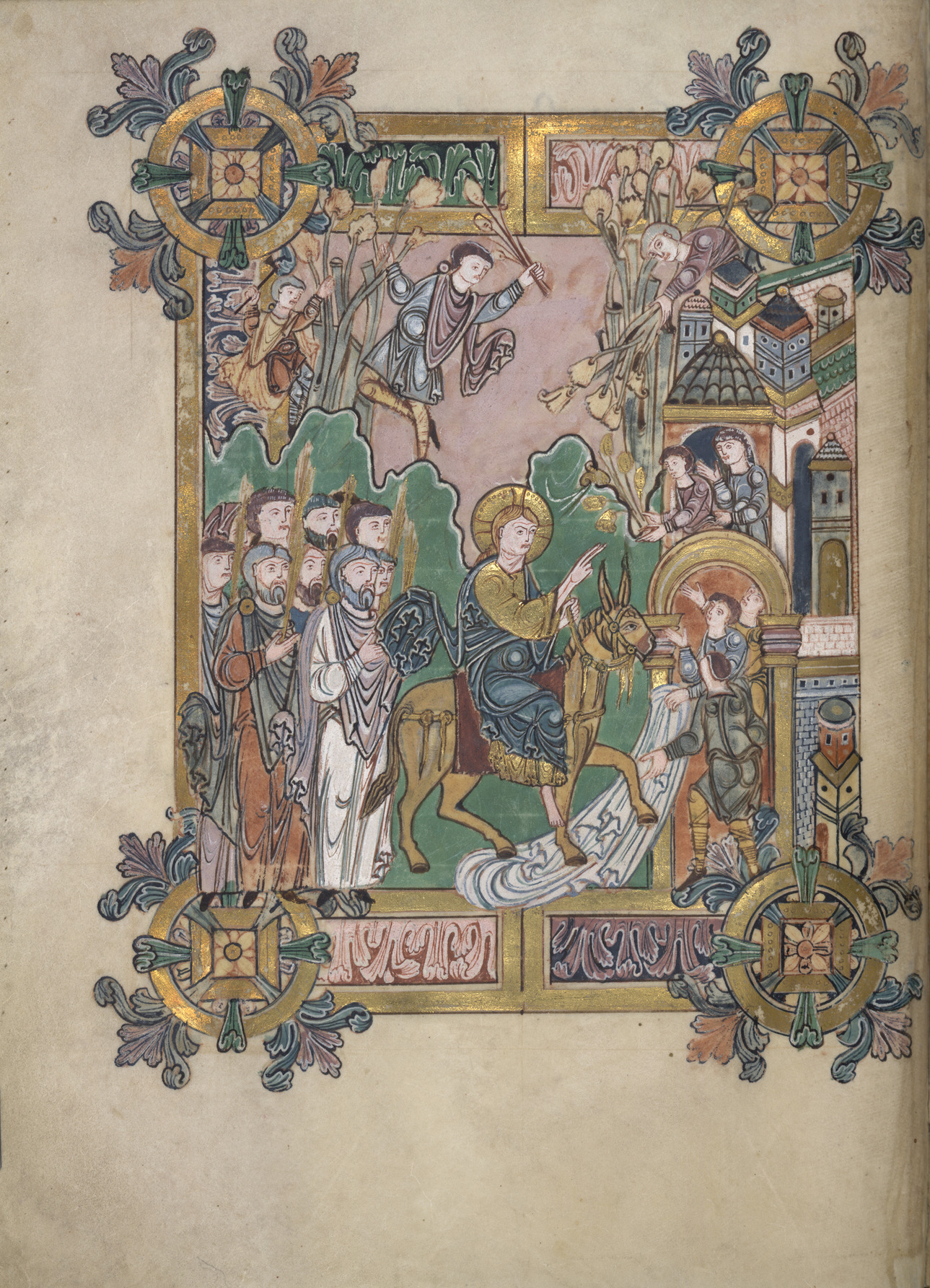
La entrada a Jerusalén del Bendicionario de San Æthelwold (British Library).

## Dunstán
Dunstán fue abad de Glastonbury y el predecesor de Æthelwold. Fue responsable del resurgimiento monástico en su propio monasterio y de una codificación interna de la regla religiosa que se dice se expandió en el renacimiento que resultó en el siglo X. Expulsó a los clérigos corruptos de su monasterio a pesar de las supuestas amenazas. Se convirtió en un icono de la moralidad en su comunidad, y esa imagen se tradujo en su efecto sobre el renacimiento en general.

## Ritual teatral
El ejemplo más antiguo de ritual teatral se encuentra en la Regularis Concordia con la regla del servicio divino, llamada quem quaeritis. Esta regla incluía el recital teatral más antiguo documentado de canto alternado que se realiza la noche anterior a la Pascua. El Regularis afirma que la importancia de este ritual visual era ayudar a aquellos que no podían leer o entender el latín en la comprensión del ritual. La siguiente cita latina describe: "Se recitará un canto alternado entre las tres mujeres que se acercan al sepulcro y el ángel que lo vigila; el fraile que cante las palabras del ángel se sentará, vestido con un alba y con una palma en la mano, en un lugar que represente la tumba; otros tres frailes, con capas encapuchadas y con incensarios en las manos, se acercarán a la tumba a un ritmo lento, como si estuvieran buscando algo».
Quem quaeritis in sepulchro, o Christicolae? Jesum Nazarenum cruifixum, o caelicolae. Non est hic, surrexit, sicut praedixerat. Ite, nuntiate, quia surrexit de sepulchro.

## Manuscritos

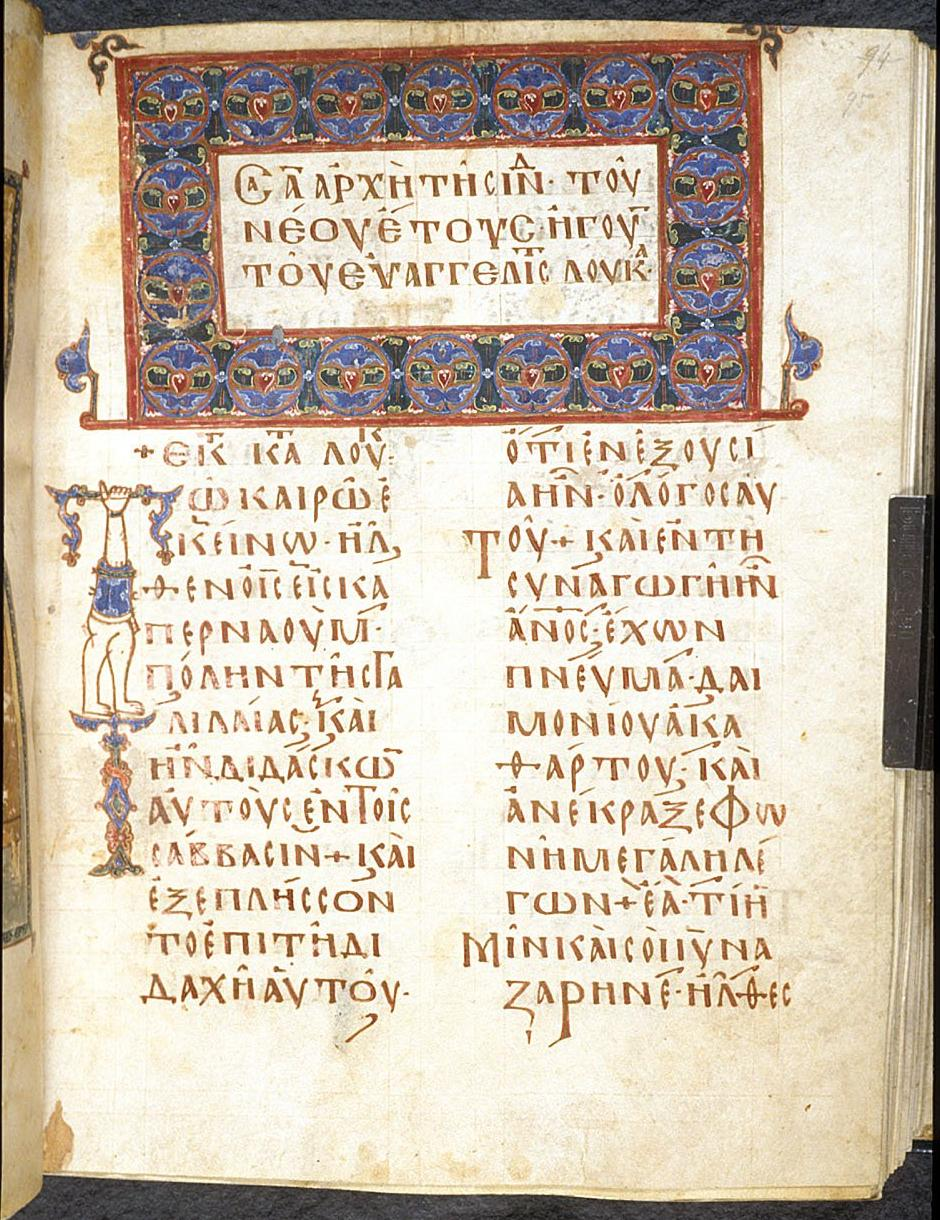
Leccionario 183.

La traducción inglesa de Dom Thomas Symons de 1953 de la Regularis Concordia utilizó los dos manuscritos existentes:
- Londres, BL, MS Faustina B III, f. 159r-198r.
- Londres, BL, MS Tiberius A III, f. 3-27.